# Беэр-Шева (река)
Беэр-Шева (ивр. נחל באר שבע‎, ар. вади-а-саба или вади-машаш) — пересыхающая река в Израиле, протекающая в Северном Негеве, приток реки Бесор.
Длина реки — около 80 км (или 50 км), площадь водосборного бассейна — около 200 км².
Река начинается на высоте 570 метров на северном склоне горы Кина на Хевронском нагорье (Иудейские горы), после чего течёт на юго-запад, а далее — на запад по Беэр-Шевской низменности. Вади протекает по южной части города Беэр-Шева. Далее она протекает по границе песков Халуца и впадает в Бесор в 5 км от киббуца Цеэлим, на высоте 140 метров.
Основными притоками являются вади Аним, Маръит, Хеврон и Ятир, текущие с Хевронского нагорья, и Адарим и Ароэр — с Димонского нагорья.
В районе Беэр-Шевы для реки характерно широкое русло (до нескольких сотен метров), промытое в мягком лёссе и меловых скалах. Сегодня, из-за сброса сточных вод, вади не пересыхает круглый год.
На юго-востоке города через реку перекинут железнодорожный каменный турецкий мост длиной 190 метров, сегодня частично разрушенный. Мост был построен в 1916 году Османской империей для прокладки военной железной дороги, ведущей на Синайский полуостров. До 70-х годов XX века он являлся самым длинным мостом в Израиле. В 2010-е годы мост был восстановлен и включён в парк Нахаль Беэр-Шева, разбитый на берегу реки.
Вдоль реки были расположены многие древние поселения и стоянки, такие как Тель-Беэр-Шева и Тель-Арад.